# Umberto Parini
Umberto Parini (Aosta, 12 luglio 1944 – Aymavilles, 19 novembre 2007) è stato un chirurgo italiano.

## Biografia
Laureato in medicina e chirurgia presso l'Università degli Studi di Torino, nel 1976 si specializza in chirurgia generale presso l'Istituto di clinica chirurgica dell'Università di Torino e in chirurgia pediatrica, nel 1978, presso l'Istituto di patologia chirurgica dell'Università degli Studi di Milano. Nel 1980 è nominato direttore della divisione di chirurgia generale dell'Ospedale regionale di Aosta. Nel 1984 fonda e presiede la Società valdostana di chirurgia
Dal 1990 al 1995 è docente alla specializzazione di chirurgia d'urgenza dell'Università di Genova. Si specializza in chirurgia dell'obesità (o bariatrica) e laparoscopica. Diviene direttore della Scuola speciale ACOI di chirurgia dell'obesità nel 2003.
Ha curato e pubblicato il testo Chirurgia dell'obesità - Approccio multidisciplinare e tecniche chirurgiche, edito a novembre 2004, uno dei testi di riferimento nella chirurgia dell'obesità.
Colpito da una grave malattia, ha continuato ad operare sino negli ultimi giorni di vita. Il 15 marzo 2008 l'ospedale regionale di Aosta di viale Ginevra è stato intitolato alla sua memoria.